# Strożęcin
Strożęcin – wieś sołecka w Polsce położona w województwie mazowieckim, w powiecie płońskim, w gminie Raciąż.
| SIMC    | Nazwa      | Rodzaj    |
| ------- | ---------- | --------- |
| 1057019 | Kaczórówki | część wsi |
| 1057137 | Parchale   | część wsi |
| 1057172 | Sałkowo    | część wsi |

Do 1954 roku istniała gmina Strożęcin. W latach 1975–1998 miejscowość administracyjnie należała do województwa ciechanowskiego.
Wierni Kościoła rzymskokatolickiego należą do parafii św. Małgorzaty w Gralewie.